# Flexomornis
Flexomornis é um gênero de ave fóssil do período Cretáceo Superior do Texas. Ah uma única espécie descrita para o gênero Flexomornis howei.